# Internet Adult Film Database
Internet Adult Film Database (IAFD) — база даних та вебсайт про американську еротичну та порноіндустрію, що включає інформацію про акторів і акторок, режисерів і фільми. За структурою сайт схожий на Internet Movie Database тим, він має відкритий доступ і можливість пошуку. Фільми, вироблені не в США можуть бути знайдені в базі, якщо доступний американський реліз, при цьому в базі міститься інформація про американський реліз, а не про оригінальний.